# کنوت تورل
کنوت تورل (انگلیسی: Knut Torell; ۱ مهٔ ۱۸۸۵ – ۲۴ دسامبر ۱۹۶۶) ژیمناست هنری اهل سوئد بود.